# Li Ji
Li Ji (n. 9 iulie 1986, Yunnan, Republica Populară Chineză) este o înotătoare ce a reprezentat Republica Populară Chineză, medaliată olimpică. A participat la o ediție a Jocurilor Olimpice (2004) în care a câștigat o medalie de argint.

## Participări
Lista de mai jos prezintă principalele competiții la care a participat Li Ji de-a lungul carierei.
- swimming at the 2004 Summer Olympics – women's 4 × 200 metre freestyle relay[*]